# Martin Harris (nadador)
Martin Clifford Harris (Bow, Inglaterra, 21 de mayo de 1969) es un nadador retirado especializado en pruebas de estilo espalda. Fue subcampeón mundial en la prueba de 100 metros espalda durante el Campeonato Mundial de Natación en Piscina Corta de 1993.
Representó a Reino Unido en los Juegos Olímpicos de Barcelona 1992 y Atlanta 1996.

## Palmarés internacional
| Campeonato Mundial de Natación en Piscina Corta | Campeonato Mundial de Natación en Piscina Corta | Campeonato Mundial de Natación en Piscina Corta | Campeonato Mundial de Natación en Piscina Corta |
| Año                                             | Lugar                                           | Medalla                                         | Prueba                                          |
| ----------------------------------------------- | ----------------------------------------------- | ----------------------------------------------- | ----------------------------------------------- |
| 1993                                            | Palma de Mallorca ( España)                     | Medalla de plata                                | 100 m espalda                                   |
| 1993                                            | Palma de Mallorca ( España)                     | Medalla de bronce                               | 4 × 100 m estilos                               |
| 1997                                            | Gotemburgo ( Suecia)                            | Medalla de bronce                               | 4 × 100 m estilos                               |
| 1999                                            | Hong Kong ( China)                              | Medalla de bronce                               | 4 × 100 m estilos                               |
| Campeonato Europeo de Natación                  |                                                 |                                                 |                                                 |
| Año                                             | Lugar                                           | Medalla                                         | Prueba                                          |
| 1993                                            | Sheffield ( Reino Unido)                        | Medalla de bronce                               | 100 m espalda                                   |
| 1993                                            | Sheffield ( Reino Unido)                        | Medalla de bronce                               | 4 × 100 m estilos                               |